# Эрьянс Валль
«Эрьянс Валль» (швед. Örjans vall) — футбольный стадион в шведском городе Хальмстад, домашняя арена футбольных клубов «Хальмстад» и «Хальмия». Открыт в 1922 году и был с того времени неоднократно реконструирован. Максимальная вместимость стадиона составляет 15 500 зрительских мест. Арена принимала два матча Чемпионата мира по футболу 1958 года. Название стадиона происходит от места расположения, на котором в средние века находилась больница Святого Эрьяна.

## История
В начале 20-х годов XX века уровень безработицы в Швеции был достаточно высоким, и правительство приняло решение относительно создания новых рабочих мест. Грант на строительство спортивной площадки в Хальмстаде был выделен совместными усилиями Национальной конфедерации по популяризации спорта и Государственной комиссии по безработице. Открытие стадиона состоялось 30 июля 1922 при участии кронпринца Густава Адольфа. Свидетелями этого события стали более 12 000 зрителей, которые присутствовали на самой арене, и большое количество людей, расположившееся вдоль ограждения стадиона. Церемония открытия включала в себя концерт, парад с участием более 100 спортсменов со всей страны, речь кронпринца и других высоких чинов.
В течение следующих двух десятилетий на стадионе проходили различные спортивные мероприятия. Так, в 1940 году на «Эрьянс Валле» состоялись масштабные соревнования, в которых приняли участие такие известные шведские спортсмены, как Хундер Хегг и Хокан Лидман. А зимой 1956 года беговые дорожки залили и превратили в место соревнования конькобежцев, среди которых был и олимпийский чемпион Сигвард Эрикссон.
Самым памятным в истории стадиона стал 1958 год. «Эрьянс Валль» был удостоен чести принимать сразу два матча Чемпионата мира по футболу 1958 года, который проходил в Швеции. 8 июня 1958 года на этой арене сборная Северной Ирландии сошлась в поединке со сборной Чехословакии и победила со счетом 1:0. Матч посетили 10 647 зрителей. А три дня спустя североирландцы противостояли сборной Аргентины и уступили со счётом 1:3. На этой игре присутствовало 14 174 зрителя.

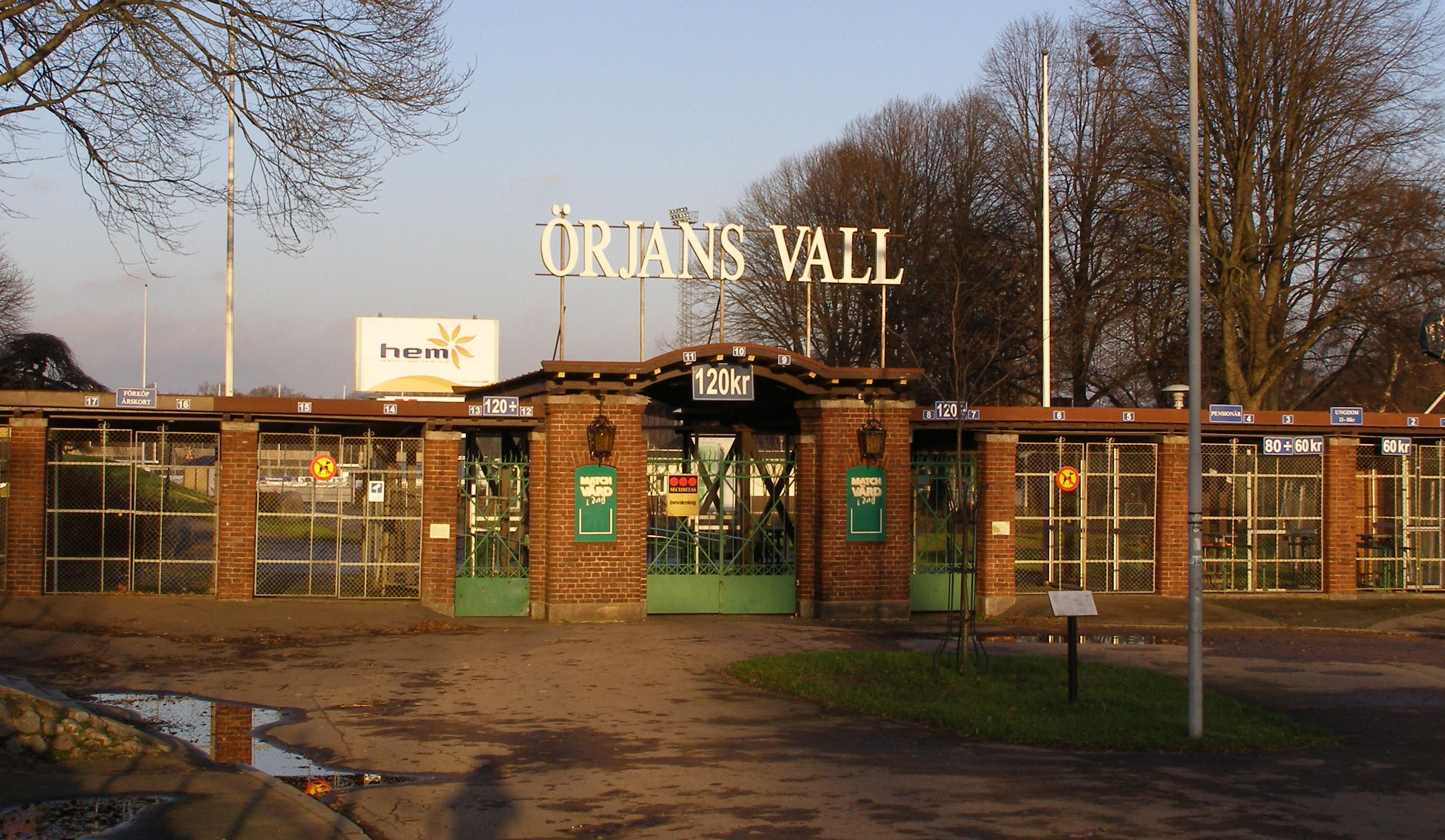
Вход на Эрьянс Валль

В 1962 году был установлен рекорд посещаемости стадиона во время футбольных матчей. Это событие произошло во время игры между командами «Хальмия» и «Ландскруна БоИС», на которой присутствовали 20 381 человек.
В 1972 году была осуществлена масштабная реконструкция, во время которой изменили старые деревянные трибуны, установили табло и освещение стадиона. Открытие обновленной арены пришлось на международный матч между «Хальмстадом» и английским клубом «Вест Хэм Юнайтед». В 1980 году стадион был переоборудован в только футбольный, а легкоатлетические соревнования переведены в спортивный комплекс «Саннарп».
Кроме спортивных соревнований «Эрьянс Валль» неоднократно принимал концерты музыкальных групп. Так в 2004 году во время концертов поп-группы «Юллене Тидер», которые происходили на стадионе в течение трёх дней в рамках празднования 25-летия музыкального коллектива, был установлен абсолютный рекорд посещаемости арены: 14 июля музыканты выступали перед 23 329 зрителями, 15 июля концерт посетили 23 733 чел, а 18 августа присутствовали 27 168 человек.
В 2009 году на «Эрьянс Валль» вернулись футбольные соревнования самого высокого уровня. Именно здесь состоялись три матча Молодёжного чемпионата Европы 2009: 15 июня сборная Англии одолела сборную Финляндии (2:1), 18 июня сборная Германии победила всё тех же финнов (2:0), а 22 июня в напряженной борьбе немцы разошлись миром с англичанами (1:1). Интересно, что право на проведение матчей чемпионата Европы стадион в Хальмстаде получил лишь после того, как «Бурос-Арена» была исключена из списка мест проведения ввиду организационных вопросов, связанных с заведениями питания.
Кроме того, «Эрьянс Валль» стал одним из стадионов, где должны пройти матчи Чемпионата Европы по футболу среди женщин 2013 года.
С началом XXI века болельщики «Хальмстада» всё чаще стали говорить о необходимости строительства нового стадиона потому, что клуб получил право на выступление в европейских кубках, а Эрьянс Валль не соответствовал нормам УЕФА для матчей Лиги Чемпионов и Кубка УЕФА. По этой причине команда вынуждена была играть на «Уллеви» в Гётеборге или «Олимпии» в Хельсингборге. В сентябре 2008 года было принято решение о строительстве новой арены, а старый стадион планировалось разрушить и застроить местность жилыми домами. Завершение строительства новой арены предполагалось в конце 2012 года. Впрочем, позже было объявлено, что никакой новой арены болельщикам ожидать не стоит, зато будет проведён капитальный ремонт старого спорткомплекса.